# Taugivärri
Taugivärri är en kulle i Finland. Den ligger i Utsjoki kommun i landskapet Lappland, i den norra delen av landet, 1 000 km norr om huvudstaden Helsingfors. Toppen på Taugivärri är 321 meter över havet, eller 82 meter över den omgivande terrängen. Bredden vid basen är 1,7 km.
Terrängen runt Taugivärri är platt åt nordost, men åt sydväst är den kuperad.  Trakten runt Taugivärri är nära nog obefolkad, med mindre än två invånare per kvadratkilometer. Omgivningarna runt Taugivärri är i huvudsak ett öppet busklandskap.